# Harry Mulisch
Harry Mulisch (29 tháng 7 năm 1927 – 30 tháng mười 2010) là một tác gia Hà Lan. Cùng với W.F. Hermans và Gerard Reve, ông được xem là một Đại Tam của văn học Hà Lan hậu chiến. Ông sáng tác tiểu thuyết, kịch, tiểu luận, thơ và những phản ánh triết học.

## Tiểu sử
Mulisch sinh ở Haarlem và sinh sống ở Amsterdam từ năm 1958, sau cái chết của cha ông năm 1957, cho đến cuối đời. Cha của Mulisch là một người Áo – Hung nhập cư đến Hà Lan sau thế chiến 1. Trong thời kỳ Đức chiếm đóng trong thế chiến 2, ông đã làm việc cho một ngân hàng Đức liên quan đến các tài sản người Do Thái bị tịch thu. Mẹ ông, Alice Schwarz, là một người Do Thái. Mulisch và mẹ đã trốn chạy khỏi bị đưa đến một trại tập trung nhờ quan hệ của cha Mulisch với Đức Quốc xã.